# Real Bout High School
Samurai Girl: Real Bout High School (яп. 召喚教師リアルバウトハイスクール Сёкан Куоси Риару Бауто Хай Суку:ру) — ранобэ Рэйдзи Сайги с иллюстрациями Соры Иноуэ, выходившее с 1997 по 2010 год в журнале Dragon Magazine. Авторы позже адаптировали историю в формат манги, выходившей с 1998 по 2001 год в журнале Monthly Comic Dragon.
Впоследствии студия Gonzo выпустила на их основе 13-серийное аниме, впервые транслировавшееся с 30 июля по 22 октября 2001 года на телеканале Kids Station.

## Сюжет
Молодая девушка-самурай по имени Рёко Мицуруги поступает в необычное учебное заведение, которое с первого взгляда кажется самой обычной японской школой. Но тут разрешено всем ученикам сражаться, поэтому в школе регулярно проходят состязания «Кэнка», которые определяют самого сильного ученика в школе а сам судья является и директором школы. Параллельно, завоёвывая титул лучшего самурая, Рёко предстоит сражаться с демонами из иного мира.

## Ранобэ
В отличие от манги и аниме сюжет разворачивается главным образом вокруг учителя, который работает с средней школе «Даймон». Также в романе появляются персонажи, которые в аниме имеют незначительные изменения в разной степени.

## Персонажи
Рёко Мицуруги (яп. 涼子御剣) — Мастер боевых искусств. Быстро становится чемпионкой уличных школьных состязаний. У неё есть старшая сестра по имени Мадока Мицуруги. Сама Рёко комплексует из-за своего роста (в манге её рост составляет 175 см). Отлично владеет кэндо. Только Сисикуро, капитан команды кэндо может победить её. Главный соперник Рёко — Адзуми Кирибаяси. Сама же девушка влюблена в Тацую Сисикуру. Рёко посещает клуб, занимающийся постановками драматических пьес. Она преисполнена чувствами чести и справедливости. К концу истории становится лидером всех женских боевых команд.
Сэйю: Икуэ Кимура
Сидзума Кусанаги (яп. 静馬草薙) — До начала истории он был очень жестоким хулиганом и чемпионом уличных боёв, пока Рёко его не избила. Сидзума практикует Камуи — технику, которая придаёт ему способности ци огня. Несмотря на то, что он использует огонь, не владеет особыми боевыми навыками, и сражается, используя при этом собственный стиль борьбы, что делает его одним из сильнейших бойцов в школе. В отличие от Рёко он не состоит в никаких школьных клубах. В манге Сидзума создаёт собственный фан-клуб. Хотя время от времени он очень жестокий, питает слабость к Миюки, Саре и иногда к Рёко. Позже он признаётся ей в романтических чувствах. Так как Сидзума из семьи музыкантов, он хорошо владеет гитарой и фортепиано, а также водит мотоцикл. В детстве его обучал технике «камуи» старик по имени Руюган, Сидзума же превратил её в боевую технику.
Сэйю: Томокадзу Сэки
Сара Химэкава (яп. サラ姫川) — Подруга Сидзумы со светлыми волосами.
Хитоми Юки (яп. ひとみ結城) — Лучшая подруга Рёко, носит очки. Хитоми поддерживает её в случае необходимости. Хотя она посещает боевую школу, она не имеет никакого отношения к боевым искусствам.
Сэйю: Мэгуми Насу
Дайсаку Камия (яп. 大作神谷) — Он фанат Рёко номер один. Он сталкер, но помогает ей. Следит всё время за Рёко вместе с фотоаппаратом или видеокамерой.
Сэйю: Коки Мията
Адзуми Кирибаяси (яп. あずみ栗林) — Она глава старшего отделения школы Даймон и также глава Цветочного клуба. Адзуми любит насмехаться над Рёко, видя в ней потенциального соперника. Во время сражений использует нагинату.
Сэйю: Сацуки Юкино
Тацуя Сисикура (яп. 達也宍倉) — Капитан команды кэндо. Рёко и Адзуми долгое время боролись за его чувства. В манге он уезжает, в аниме этого не происходит.
Сэйю: Сусуму Тиба
Миюки Онидзука (яп. 鬼塚 美雪) — Девушка, которая живёт в Хитэн Срин. В манге она появляется довольно редко.
Сэйю: Сакура Ногава
Тэссай Онидзука (яп. 鬼塚 鉄斎) — Дедушка Миюки и глава Хитэн Срин. Он обучает Рёко особому стилю искусству владения меча — Хитэн. Позже он предлагает использовать ей боккэн.
Сэйю: Юдзуру Фудзимото
Кэйитиро Нагумо (яп. 南雲 慶一郎) — Появляется только в аниме. Таинственный боец, который создал уличные школьные состязания и выигрывал в них. Так как он долгое время путешествовал по разным странам, он изучал самые разные техники боевого искусства. Как и Сидзума, она владеет камуи, но для неё использует энергию, основанную на базовых техниках. Долгое время искал человека, который обучил Судзуму данной технике. В конце истории выясняется, что он и Уиллард Гейтс уже давно враждуют друг с другом.
Сэйю: Дзюроута Косуги
Рэйха (яп. レイハ) — Появляется только в аниме. Она жрица войны, родом из другого измерения, где её зовут Солвания.
Сэйю: Рёка Юдзуки
Такао Тодо (яп. 藤堂 鷹王) — Бывший учитель Нагумо. Один из организаторов уличных состязаний школы.
Сэйю: Унсё Исидзука
Тамаки Накамура (яп. 中村 環) — Она работает в качестве диктора школы Даймон, очень быстро говорит.
Сэйю: Саюри Ёсида
Уиллард Гейтс (яп. ウィラード・ゲイツ) — Главный злодей сериала. Уиллард и Нагумо уже долгое время являются врагами.
Сэйю: Кэндзи Номура

## Полнометражный фильм
В начале 2000-х годов компания Tokyopop планировала выпустить фильм на основе сюжета аниме с участием известной американской актрисы Мелиссы Джоан Харт.